# Халкидон
Халкедон или Халкидон (грч. Χαλκηδών) је древни грчки град у Малој Азији.
Године 451. у Халкидону је у цркви Великомученице Јефимије одржан Четврти васељенски сабор (Халкидонски сабор), утврдивши тренутни текст Симбола вере и осудивши монофизитство.
Град и данас постоји као део савременог Истанбула под називом Кадикеј (тј. Судијско Село, тур. Kadıköy).